# طوم فيلا
طوم فيلا (بالإنجليزية: Tom Villa)‏ هو سياسي أمريكي، ولد في 16 مارس 1945. انتخب عضو مجلس نواب ولاية ميسوري.